# 76. Tony-gála
A 76. Tony-gála a 2022/2023-as szezon legjobb Broadway színházi alakításait értékelte. A díjátadót 2023. június 11-én tartották a New York-i United Palaceban, a műsor házigazdái Ariana DeBose, illetve az előműsorban Skylar Astin és Julianne Hough voltak. A ceremóniát a CBS televízióadó, valamint a Pluto TV és a Paramount+ streamingszolgáltató közvetítette élőben, a jelöltek listáját Lea Michele és Myles Frost jelentette be 2023. május 2-án.

## Győztesek és jelöltek
A nyertesek félkövérrel jelölve.
| Legjobb színdarab ‡ | Legjobb musical ‡ |
| --- | --- |
| - Leopoldstadt - Ain't No Mo' - Between Riverside and Crazy - Cost of Living - Fat Ham | - Kimberly Akimbo - & Juliet - New York, New York - Shucked - Van, aki forrón szereti |
| Legjobb színdarab újra a színpadon ‡ | Legjobb musical újra a színpadon ‡ |
| - Topdog/Underdog - Babaház - The Piano Lesson - The Sign in Sidney Brustein's Window | - Parádé - Camelot - Vadregény - Sweeney Todd, a Fleet Street démoni borbélya |
| Legjobb férfi főszereplő színdarabban | Legjobb női főszereplő színdarabban |
| - Sean Hayes – Good Night, Oscar (Oscar Levant) - Yahya Abdul-Mateen II – Topdog/Underdog (Booth) - Corey Hawkins – Topdog/Underdog (Lincoln) - Stephen McKinley Henderson – Between Riverside and Crazy (Pops) - Wendell Pierce – Az ügynök halála (Willy Loman)                                                            | - Jodie Comer – Az ártatlanság vélelme (Tessa Ensler) - Jessica Chastain – Babaház (Nora Helmer) - Jessica Hecht – Summer, 1976 (Alice) - Audra McDonald – Ohio State Murders (Suzanne Alexander) |
| Legjobb férfi főszereplő musicalben | Legjobb női főszereplő musicalben |
| - J. Harrison Ghee – Van, aki forrón szereti (Jerry/Daphne) - Christian Borle – Van, aki forrón szereti (Joe/Josephine) - Josh Groban – Sweeney Todd, a Fleet Street démoni borbélya (Sweeney Todd) - Brian d'Arcy James – Vadregény (Pék) - Ben Platt – Parádé (Leo Frank) - Colton Ryan – New York, New York (Jimmy Doyle) | - Victoria Clark – Kimberly Akimbo (Kimberly Levaco) - Annaleigh Ashford – Sweeney Todd, a Fleet Street démoni borbélya (Mrs. Nellie Lovett) - Sara Bareilles – Vadregény (Pékné) - Lorna Courtney – & Juliet (Juliet Capulet) - Micaela Diamond – Parádé (Lucille Frank)                                                                                      |
| Legjobb férfi mellékszereplő színdarabban | Legjobb női mellékszereplő színdarabban |
| - Brandon Uranowitz – Leopoldstadt (Ludwig Jakobovicz/Nathan Fischbein) - Jordan E. Cooper – Ain't No Mo' (Peaches) - Samuel L. Jackson – The Piano Lesson (Doaker Charles) - Arian Moayed – Babaház (Torvald Helmer) - David Zayas – Cost of Living (Eddie)                                                                 | - Miriam Silverman – The Sign in Sidney Brustein's Window (Mavis Parodus Bryson) - Nikki Crawford – Fat Ham (Tedra) - Crystal Lucas-Perry – Ain't No Mo' (Utas #5) - Katy Sullivan – Cost of Living (Ani) - Kara Young – Cost of Living (Jess) |
| Legjobb férfi mellékszereplő musicalben | Legjobb női mellékszereplő musicalben |
| - Alex Newell – Shucked (Lulu) - Kevin Cahoon – Shucked (Peanut) - Justin Cooley – Kimberly Akimbo (Seth Weetis) - Kevin Del Aguila – Van, aki forrón szereti (Osgood Fielding III) - Jordan Donica – Camelot (Sir Lancelot du Lac)                                                                                          | - Bonnie Milligan – Kimberly Akimbo (Debra) - Julia Lester – Vadregény (Piroska) - Ruthie Ann Miles – Sweeney Todd, a Fleet Street démoni borbélya (Lucy Barker) - NaTasha Yvette Williams – Van, aki forrón szereti (Sweet Sue) - Betsy Wolfe – & Juliet (Anne Hathaway/April)                                                                                |
| Legjobb színdarabrendező | Legjobb musicalrendező |
| - Patrick Marber – Leopoldstadt - Saheem Ali – Fat Ham - Jo Bonney – Cost of Living - Jamie Lloyd – Babaház - Stevie Walker-Webb – Ain't No Mo' - Max Webster – Pi élete | - Michael Arden – Parádé - Lear deBessonet – Vadregény - Casey Nicholaw – Van, aki forrón szereti - Jack O'Brien – Shucked - Jessica Stone – Kimberly Akimbo |
| Legjobb szövegkönyv musicalben | Legjobb eredeti zene |
| - Kimberly Akimbo – David Lindsay-Abaire - & Juliet – David West Read - New York, New York – David Thompson, Sharon Washington - Shucked – Robert Horn - Van, aki forrón szereti – Matthew López, Amber Ruffin | - Kimberly Akimbo – Jeanine Tesori (zene), David Lindsay-Abaire (dalszöveg) - Majdnem híres – Tom Kitt (zene és dalszöveg), Cameron Crowe (dalszöveg) - KPOP – Helen Park, Max Vernon (zene és dalszöveg) - Shucked – Brandy Clark, Shane McAnally (zene és dalszöveg) - Van, aki forrón szereti – Marc Shaiman (zene és dalszöveg), Scott Wittman (dalszöveg) |
| Legjobb díszlettervezés színdarabban | Legjobb díszlettervezés musicalben |
| - Andrzej Goulding, Tim Hatley – Pi élete - Miriam Buether – Az ártatlanság vélelme - Rachel Hauck – Good Night, Oscar - Richard Hudson – Leopoldstadt - Dane Laffrey, Lucy Mackinnon – Karácsonyi ének | - Beowulf Boritt – New York, New York - Mimi Lien – Sweeney Todd, a Fleet Street démoni borbélya - Michael Yeargan, 59 Productions – Camelot - Scott Pask – Shucked - Scott Pask – Van, aki forrón szereti |
| Legjobb jelmeztervezés színdarabban | Legjobb jelmeztervezés musicalben |
| - Brigitte Reiffenstuel – Leopoldstadt - Nick Barnes, Finn Caldwell, Tim Hatley – Pi élete - Dominique Fawn Hill – Fat Ham - Emilio Sosa – Ain't No Mo' - Emilio Sosa – Good Night, Oscar | - Gregg Barnes – Van, aki forrón szereti - Sophia Choi, Clint Ramos – KPOP - Susan Hilferty – Parádé - Jennifer Moeller – Camelot - Paloma Young – & Juliet - Donna Zakowska – New York, New York |
| Legjobb látványtervezés színdarabban | Legjobb látványtervezés musicalben |
| - Tim Lutkin – Pi élete - Neil Austin – Leopoldstadt - Natasha Chivers – Az ártatlanság vélelme - Jon Clark – Babaház - Bradley King – Fat Ham - Jen Schriever – Az ügynök halála - Ben Stanton – Karácsonyi ének | - Natasha Katz – Sweeney Todd, a Fleet Street démoni borbélya - Ken Billington – New York, New York - Lap Chi Chu – Camelot - Heather Gilbert – Parádé - Howard Hudson – & Juliet - Natasha Katz – Van, aki forrón szereti |
| Legjobb hangkeverés színdarabban | Legjobb hangkeverés musicalben |
| - Carolyn Downing – Pi élete - Jonathan Deans, Taylor Williams – Ain't No Mo' - Joshua D. Reid – Karácsonyi ének - Ben Ringham, Max Ringham – Babaház - Ben Ringham, Max Ringham – Az ártatlanság vélelme | - Nevin Steinberg – Sweeney Todd, a Fleet Street démoni borbélya - Kai Harada – New York, New York - Scott Lehrer, Alex Neumann – Vadregény - Gareth Owen – & Juliet - John Shivers – Shucked |
| Legjobb koreográfia | Legjobb zenekar |
| - Casey Nicholaw – Van, aki forrón szereti - Steven Hoggett – Sweeney Todd, a Fleet Street démoni borbélya - Susan Stroman – New York, New York - Jennifer Weber – & Juliet - Jennifer Weber – KPOP | - Bryan Carter, Charlie Rosen – Van, aki forrón szereti - John Clancy – Kimberly Akimbo - Sam Davis, Daryl Waters – New York, New York - Dominic Fallacaro, Bill Sherman – & Juliet - Jason Howland – Shucked |

‡ A darabnak járó díjat annak producerei vették át.

### Különdíjak
- A legjobb körzeti színház: Pasadena Playhouse
- Színházi életműdíj: Joel Grey, John Kander
- Isabelle Stevenson-díj: Jerry Mitchell
- Tony-díj a színpadi oktatásban elért eredményekért: Jason Zembuch Young (South Plantation High School, Plantation, Florida)

## Előadott számok
- "Cheering for Me Now" / "New York, New York" – New York, New York
- "C'est Moi" / "The Lusty Month of May" / "If Ever I Would Leave You" / "Camelot" – Camelot
- "Roar" – & Juliet
- "Some Like It Hot" – Van, aki forrón szereti
- "It Takes Two" – Vadregény
- "Hot Honey Rag" – Ariana DeBose, Julianne Hough
- "This Is Not Over Yet" – Parádé
- "The Ballad of Sweeney Todd" – Sweeney Todd, a Fleet Street démoni borbélya
- "Sweet Caroline" – A Beautiful Noise
- "Wishing You Were Here Somehow Here Again" – Joaquina Kalukango
- "Anagram" – Kimberly Akimbo
- "Corn" / "Independently Owned" / "Somebody Will" / "Woman of the World" – Shucked
- "Don't Rain On My Parade" – Funny Girl[5]

## Műsorvezetők
A gálán az alábbi műsorvezetők működtek közre:
- Kelly Coffey
- Lin-Manuel Miranda
- Denée Benton
- Annaleigh Ashford
- Jennifer Grey
- Dominique Fishback
- Lily Rabe
- Wayne Brady
- Marcel Spears
- Lupita Nyong'o
- Colman Domingo
- Lea Michele
- David Henry Hwang
- Kenny Leon
- Uzo Aduba
- Common
- Tatiana Maslany
- Wilson Cruz
- Denée Benton
- Julianne Hough
- Skylar Astin
- Kelli O'Hara
- Stephanie Hsu
- Luke Evans
- Marcia Gay Harden
- Utkarsh Ambudkar
- LaTanya Richardson Jackson
- Samuel L. Jackson
- Barry Manilow
- Melissa Etheridge
- Matthew Broderick
- Nathan Lane
- Ariana DeBose

## Fordítás
- Ez a szócikk részben vagy egészben  a(z)   76th Tony Awards című angol Wikipédia-szócikk fordításán alapul.  Az eredeti cikk szerkesztőit annak laptörténete sorolja fel. Ez a jelzés csupán a megfogalmazás eredetét és a szerzői jogokat jelzi, nem szolgál a cikkben szereplő információk forrásmegjelöléseként.